# Sant'Agnese fuori le mura

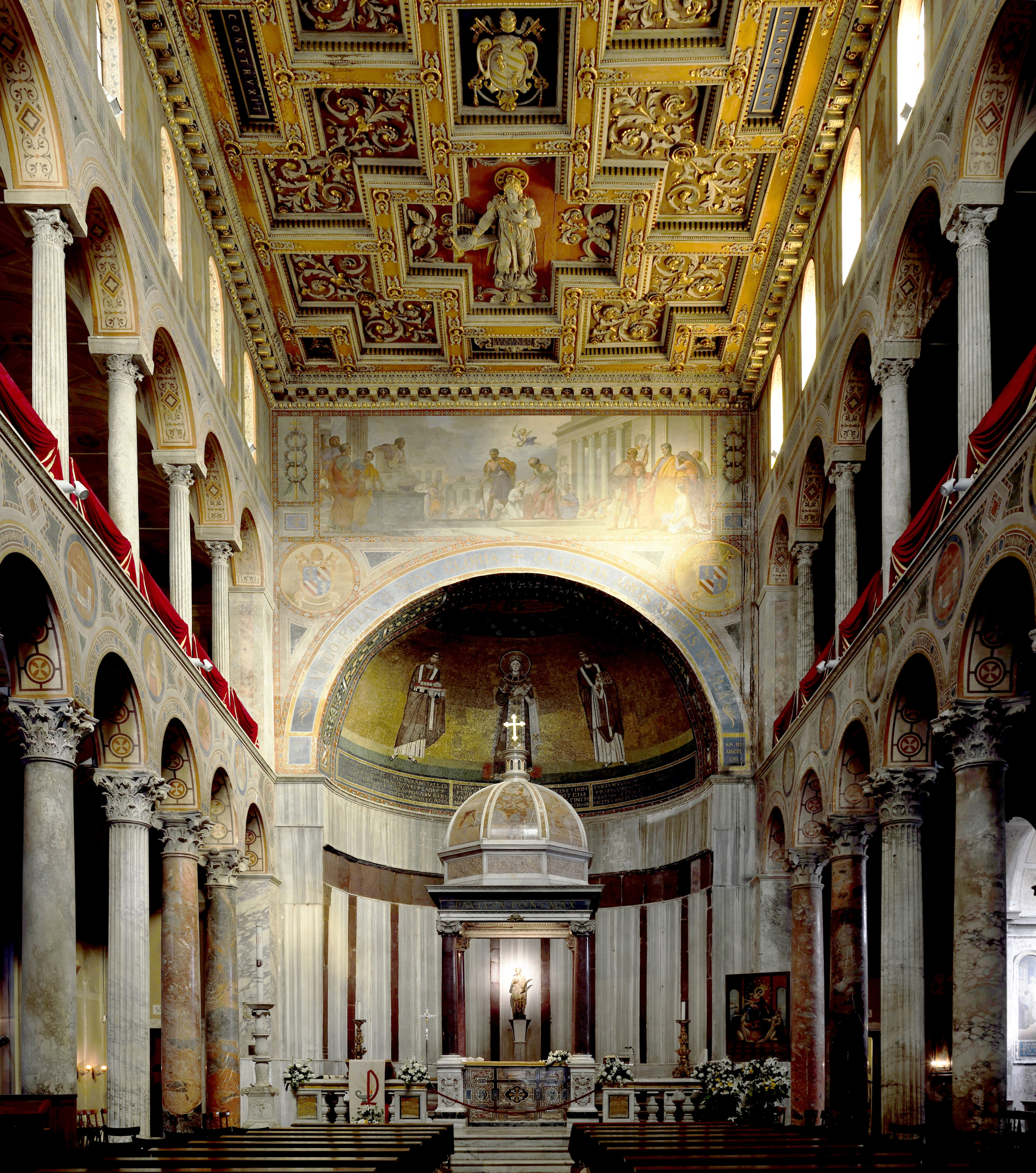
Interiér kostela

Sant'Agnese fuori le mura, česky bazilika svaté Anežky za hradbami, je katolický farní kostel a basilica minor v severovýchodní části Říma, Munizipio II Parioli, na Via Nomentana, asi 2 km vně starověké Aureliánovy hradby. Je součástí raně křesťanského komplexu, který tvoří:
- Katakomby svaté Anežky Římské, asi 10 km podzemních chodeb, z nichž nejstarší pocházejí ze 3. století. Zde byla původně pohřbena svatá Anežka Římská.
- Zříceniny baziliky s ochozem k poctě téže světice, založené dcerou císaře Konstantina Velikého Constancií kolem roku 337 o rozměrech 98 x 40 m.
- Původně mauzoleum této princezny, založené kolem 345 u jižní stěny zmíněné baziliky, dnes známé jako kostel Santa Constanza.
- Trojlodní bazilika svaté Anežky za hradbami.

## Popis
Trojlodní baziliku svaté Anežky "fuori le mura" založil kolem roku 630 papež Honorius I. tak, že hlavní oltář byl přesně nad hrobem světice v podzemní katakombě. Důvodem nové stavby byl především špatný stav předchozí baziliky s ochozem. Boční lodi trojlodí jsou od hlavní lodi odděleny 16 antickými sloupy ze zaniklých nebo nepoužívaných římských staveb. Zadní stěna i obě boční stěny mají nad bočními loděmi emporu, tzv. matroneum, ve starověku vyhrazené ženám. Současná podoba dřevěného, bohatě zdobeného a zlaceného stropu je z roku 1606. Postranní kaple a baldachýn nad hlavním oltářem jsou ze 17. století a úprava vítězného oblouku z 19. století.
Z vnitřního vybavení stojí za zvláštní pozornost biskupský trůn ze 7. století a mramorový svícen ze 13. století. Z doby původní stavby se zachovaly některé mozaiky, například postava svaté Anežky na zlatém pozadí v oděvu byzantské princezny v apsidě. U nohou má oheň a meč jako nástroje svého mučednictví, na ruce nese psaný svitek. Po jejím boku stojí papež Honorius jako zakladatel a svatý Symmachus.
Od roku 1654 je kostel jedním z římských titulárních kostelů, svěřených jednotlivým mimoitalským kardinálům.

## Kardinálové
- Baccio Aldobrandini (1654–1658)
- Girolamo Farnese (1658–1668)
- Vitaliano Visconti (1669–1671)
- Federico Borromeo (1672–1673)
- Toussaint de Forbin-Janson (1690–1693)
- Giambattista Spinola (1696–1698)
- Rannuzio Pallavicino (1706–1712)
- Giorgio Spinola (1721–1734)
- Serafino Cenci (1735–1740)
- Filippo Maria de Monti (1743–1747)
- Frédéric Jérôme de La Rochefoucauld (1747–1757)
- Etienne-René Potier de Gesvres (1758–1774)
- Luigi Valenti Gonzaga (1778–1790)
- Giuseppe Maria Spina (1802–1820)
- Dionisio Bardaxí y Azara (1822–1826)
- Ignazio Nasalli-Ratti (1827–1831)
- Filippo Giudice Caracciolo (1833–1844)
- Hugues-Robert-Jean-Charles de La Tour d'Auvergne-Lauraquais (1846–1851)
- Girolamo d'Andrea (1852–1860)
- Lorenzo Barili (1868–1875)
- Pietro Gianelli (1875–1881)
- Charles-Martial Allemand-Lavigerie (1882–1892)
- Georg von Kopp (1893–1914)
- Károly Hornig (1914–1917)
- Adolf Bertram (1919–1945)
- Samuel Alphonsius Stritch (1946–1958)
- Carlo Confalonieri (1958–1972)
- Louis-Jean Guyot (1973–1988)
- Camillo Ruini (od 1991)